# Giovanni Colonna (fallecido en 1245)
Giovanni Colonna (fallecido el 28 de enero de 1245) fue un cardenal de la Iglesia católica.
Giovanni era miembro de la noble familia romana de los Colonna. Su padre fue Oddone di Pietro Colonna, miembro del séquito del emperador Enrique VI en 1195. Sus hermanos fueron Landolfo, Oddone y Giordano. Se desconoce su fecha de nacimiento. Su primera aparición en los registros supervivientes data de 1203. Ostentaba el título de magister, pero no se sabe nada de su educación. Obtuvo un beneficio en Inglaterra poco antes de convertirse en cardenal. Posteriormente, añadió más, manteniendo una buena relación con los reyes Juan y Enrique III.
Colonna fue nombrado cardenal diácono de Santi Giovanni e Paolo al Celio en mayo de 1206 por el papa Inocencio III. No tuvo prominencia bajo el reinado de Inocencio III y trabajó principalmente en la curia romana. Su último registro como cardenal diácono data del 22 de diciembre de 1216. En febrero de 1217, el papa Honorio III lo promovió a cardenal presbítero de Santa Práxedes.
El 21 de abril de 1217, Honorio III nombró a Colonna legado papal en el Oriente latino. Acompañó al emperador latino Pedro a Epiro, donde fueron hechos prisioneros por Teodoro Comneno Ducas. Gracias a la intervención papal, Colonna fue liberado a principios de 1218. Continuó hacia Constantinopla, donde apoyó a la emperatriz Yolanda hasta su muerte en septiembre de 1219, cuando tomó las riendas del gobierno. Regresó a Roma en 1222 y trajo consigo la reliquia de la Columna de la Flagelación.
Colonna participó en los cónclaves de 1216 (elección de Honorio III), 1227 (elección de Gregorio IX) y 1243 ( elección de Inocencio IV). Fue uno de los líderes del ejército papal en la Guerra de las Llaves (1228-1229) y negociador del Tratado de San Germano (1230).